# Caudites ohmerti
Caudites ohmerti is een mosselkreeftjessoort uit de familie van de Hemicytheridae. De wetenschappelijke naam van de soort is voor het eerst geldig gepubliceerd in 1987 door Coimbra & Ornellas.